# Bronchales
Bronchales és un municipi de la província de Terol situat a la comarca del Serra d'Albarrasí.
En el Cantar del Mío Cid apareix el nom al vers 1475:
"Por Santa María vos vayades passar... trocieron a Santa María e vinieron a albergar a Fronchales"